# 神岡水電
神岡水電株式会社（かみおかすいでん かぶしきがいしゃ）は、大正から昭和戦前期にかけて存在した日本の電力会社である。岐阜・富山両県にまたがり流れる神通川水系にて水力発電所の運営にあたった。
大手電力会社の大同電力と三井財閥に属する三井鉱山の共同出資により1922年（大正11年）に設立。三井鉱山の電源開発に投資し完成後に発電所を譲り受けるという形で3か所の発電所を運転した。さらに発電事業の都合から「神岡軌道」と呼ばれる軌道線の経営にもあたった。1942年（昭和17年）に日本発送電と三井鉱山に事業を引き継ぎ解散した。

## 概要
神岡水電株式会社は、岐阜県飛騨地方にあった神岡鉱山（神岡鉱業所）の自家用発電所建設から派生した電力会社である。戦前期に神岡鉱山の経営にあたった三井財閥傘下の三井鉱山（2009年日本コークス工業に改称）と、木曽川などで電源開発を手がけた大手電力会社大同電力の共同出資によって1922年（大正11年）8月に設立された。本社は事業地ではなく東京に構える。
神岡水電の水力発電所は、岐阜・富山両県にまたがって流れる神通川水系のうち、神岡鉱山の麓を流れる高原川とその支流に存在した。発電所は昭和初頭にかけて3か所が完成。いずれも神岡水電が三井鉱山の経営にかかる開発事業に投資し、発電所の完成後にこれを三井鉱山から譲り受ける、という形で建設されている。発電所出力は3か所あわせて3万150キロワットで、神岡水電ではこの電力を三井鉱山神岡鉱業所へと供給しつつ、余剰分はもう片方の親会社である大同電力へと売電した。大同電力では傍系会社昭和電力の送電線を通じて神岡水電から受電した電力を関西地方へと送電し使用している。発電所運営に関連し、ダム建設により不可能になる高原川の木材流送を代替する目的で「神岡軌道」と称する軌道線も運転した。軌道運営は1932年（昭和7年）からで、これも三井鉱山から譲り受けたものである。
日中戦争下で政府による電力国家管理が強化されたのに伴い、1941年（昭和16年）に事業の柱であった発電所2か所を日本発送電へと出資。新規の電源開発も不可能となったことから存続意義を失ったとして神岡水電は会社の解散を選択、手元に残った発電所1か所と軌道事業を三井鉱山へと戻した上で1942年（昭和17年）10月に解散した。神岡水電から日本発送電へと出資された2か所の発電所は戦後日本発送電が解体されるにあたって北陸電力が継承している。

## 会社設立の経緯

### 神岡鉱山の自家発電

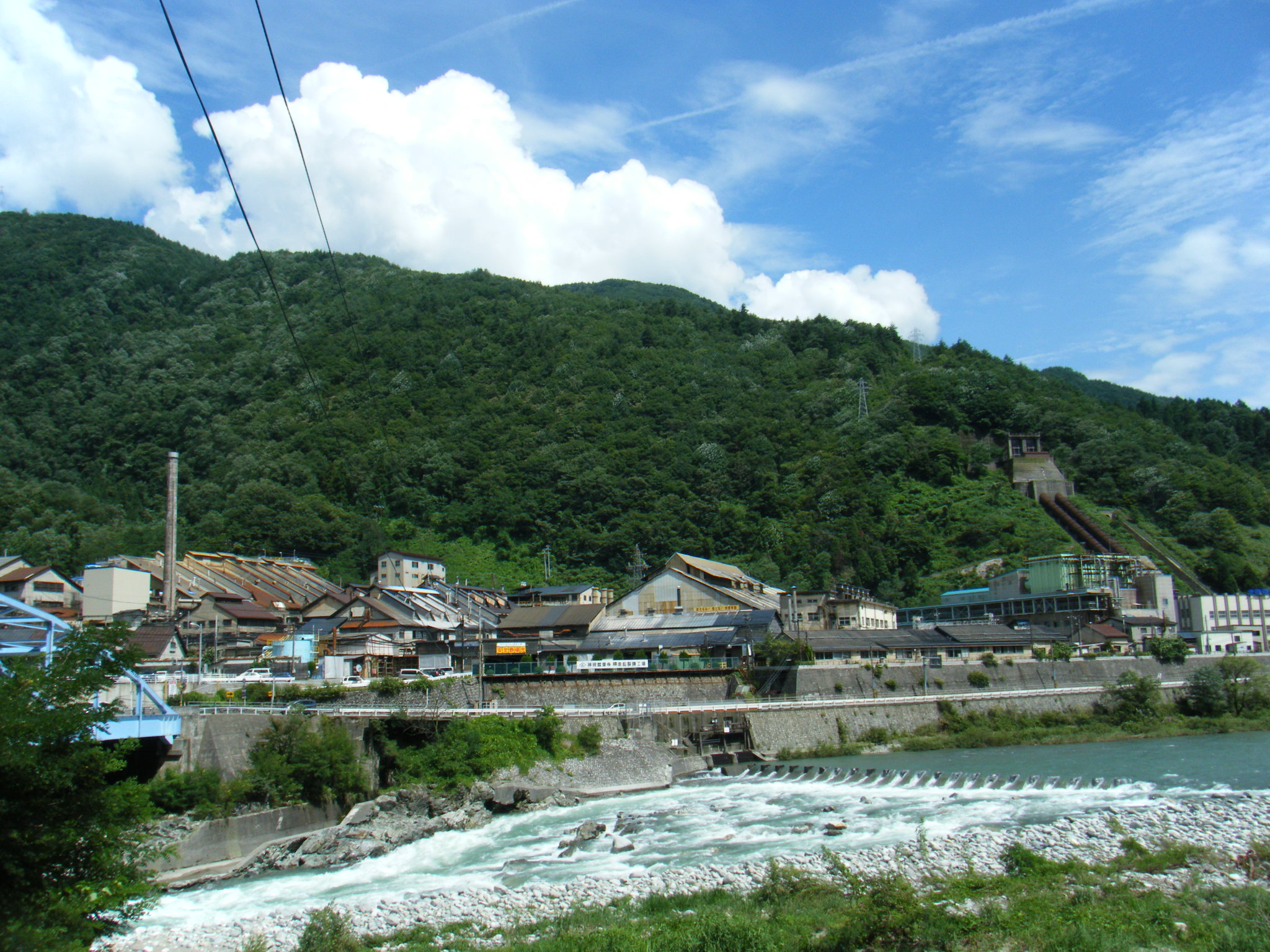
神岡鉱業の亜鉛製錬所（2009年撮影）

岐阜県北部の飛騨地方に位置する神岡鉱山は、2001年（平成13年）に採掘が中止されるまで亜鉛・鉛鉱山として栄えた鉱山である。三井グループに属する三井金属鉱業（三井金属鉱業神岡鉱業所）が操業していたが、1986年（昭和61年）に子会社神岡鉱業が設立されて鉱山経営に当たるようになり、採掘終了後も同地で引き続き亜鉛の製錬所を操業している。
三井グループ、かつての三井財閥による神岡鉱山の経営は、1873年（明治6年）に当時の三井組が一部鉱区を取得したことに端を発する。以降、三井組は順次買収などにより鉱区を拡大し、1889年（明治22年）に神岡鉱山全体を掌中に収めた。1892年（明治25年）には三井鉱山合資会社、後の三井鉱山株式会社（2009年より日本コークス工業）が設立され、鉱山経営は三井組から同社に移る。三井金属鉱業による経営となったのは1950年（昭和25年）に石炭・金属両部門の分割により三井金属鉱業が成立して以降のことであり、従って明治から大正、昭和戦前期を通じて神岡鉱山を経営したのは三井鉱山株式会社であった。
三井鉱山の経営となった神岡鉱山では、1894年（明治27年）3月に初めて発電設備が設置され、夜間の工場照明が石油ランプから電灯に切り替えられた。この電灯点灯は神岡鉱山のみならず、岐阜県全体で見ても初めての電灯導入事例であった。これが神岡鉱山における電気利用の第一歩であるが、この時点ではまだ電気は動力としては使用されず、1897年（明治30年）の導入成功以降ペルトン水車が明治の末期まで選鉱・製錬などの動力源として用いられた。次いで1905年（明治38年）、製錬所の移転にあわせて出力5キロワット（後に30キロワットへ増強）の小型水力発電所が設置された。
やがて鉱山の外、船津の町においても、民間の船津電灯という会社の手によって1910年（明治43年）から電気の供給が始まる。同社は供給に余力があったことから神岡鉱山はここから26キロワットの電力を受電することになり、機械動力の電化が始まった。生産の増加に呼応して1917年（大正6年）には出力240キロワットの割石発電所が完成。同発電所の完成により、導入がすでに始まっていた空気削岩機に電動空気圧縮機が使用できるようになり、機械による鉱山採掘が本格化した。1919年（大正8年）には出力800キロワットの土（第一）発電所も建設されている。

### 三井の水力開発計画

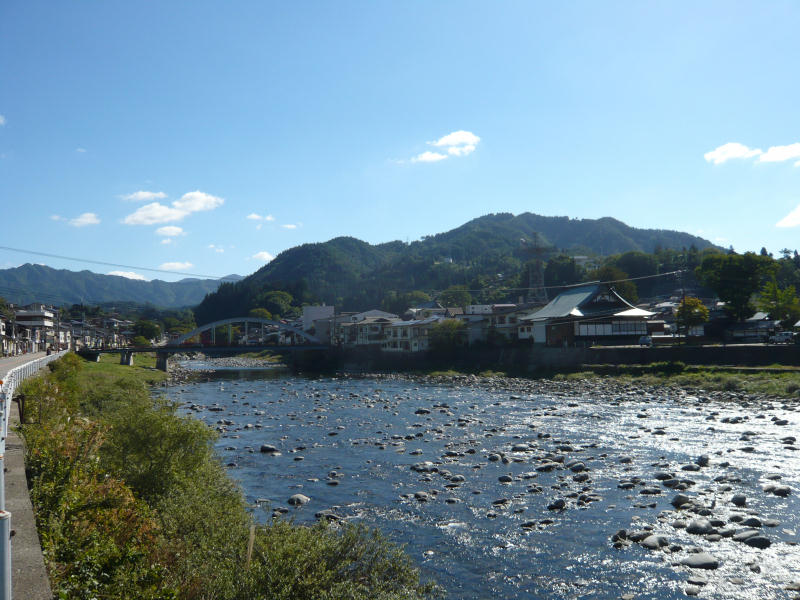
旧神岡町内を流れる高原川（2013年撮影）

以上のように明治時代から三井鉱山が利用してきたのは、跡津川（土第一発電所を建設）など神岡鉱山の麓を流れる神通川水系高原川の支流にあたる河川であったが、大正時代、第一次世界大戦が終息する頃になると高原川本流の開発にも目が向けられるようになる。その契機は逓信省による水力調査であった。
神通川を含む飛騨山脈（北アルプス）を水源とする水量豊富な富山県下の諸河川は、明治末期以降に水力発電事業が本格化するとその適地として業界の注目を浴びていた。逓信省においてもこれに着目し、臨時発電水力調査局を置いて水力調査を進めた。同局が1914年（大正3年）、時の大隈内閣により行政整理の一環として廃止されると、三井鉱山は神通川・黒部川などの調査を担当していた技師田中吉政を逓信省から迎える。田中は逓信省の了解を得た上で担当していた河川に関する調査資料を入社した三井鉱山に提供したことから、三井の水力発電計画は急速に具体化し、その後数年間にわたる水量測定、気象観測、地形測量を行って、三井鉱山は神通川水系ならびに黒部川水系において水利権（水利使用許可申請）を出願した。出願地点は、神通川水系では高原川4地点をはじめとする計5地点、黒部川水系では計5地点であった。
高原川および黒部川における水利権を出願した三井鉱山であったが、黒部川の開発は実現しなかった。これは、アメリカ資本の導入によるアルミニウム製錬を企画する高峰譲吉が水利権の競願者として現れたためである。この競願に対して政府当局は、三井鉱山に高原川、高峰側に黒部川の水利権をそれぞれ許可する意向を示したことから、電力の提供を条件として1918年（大正7年）に三井鉱山は黒部川における水利権出願を撤回。黒部川の水利権は高峰らの東洋アルミナムに許可され、以降、同社や1928年（昭和3年）に同社を吸収する日本電力の手によって黒部川開発が進むことになる。

### 神岡水電の発足
黒部川の開発を断念した後、三井鉱山は出願していた高原川4地点における水利権のうち、「高原川第四水力」の水利権許可を1919年（大正8年）7月に取得。この許可以前に跡津川など高原川支流にて4地点の水利権を得ており、これですべての発電所が完成した暁には3万キロワット以上の発電が可能となった。だが、高原川第四水力の出願目的であった亜鉛の電解精錬は品質上の問題から断念されて実現しなかった上、土第一発電所が完成して鉱山への供給も間に合っていたため、神岡鉱山では大量に電力を消費する需要は存在しなかった。このことから、三井鉱山は開発にあたって余剰電力の販路を確保する必要が生じた。
こうした中、電力の販売先として浮上したのが日本水力株式会社である。同社は、三井物産出身の実業家山本条太郎や、関西の電力会社大阪電灯・京都電灯によって1919年10月に設立された新興の電力会社で、関西への電力供給を計画していた。三井鉱山はこの日本水力との間に、高原川開発の共同経営と最大4万7000キロワットの電力販売を契約する。日本水力が岐阜県の船津から富山・金沢・福井・敦賀・琵琶湖西岸・京都を経て大阪へと至る長距離送電線の建設許可を得たため、この送電線を利用して発生電力を関西へと送電する方針が定められた。
北陸・関西間の送電線建設に至る前に日本水力は福澤桃介率いる木曽電気興業・大阪送電と合併して1921年（大正10年）2月に大同電力株式会社となったが、日本水力の権利義務は大同電力に引き継がれており、三井鉱山の提携先は大同電力に移った。そして翌1922年（大正11年）8月1日、三井鉱山が許可を取得ないし出願中の高原川本流・同支流の水利権を基礎として電気事業ならびに附帯事業を共同経営する目的で、三井鉱山と大同電力の共同出資により神岡水電株式会社の設立に至った。資本金は500万円。代表取締役会長には三井鉱山の牧田環（当時三井鉱山取締役、1934年より会長）が就任した。会長以外の取締役には大同電力の増田次郎など三井・大同から2名ずつ、監査役には両社から1名ずつ送られた一方、職員はすべて三井鉱山からの出向であった。本社は東京市日本橋区本革屋町5番地に置いた。

## 電源開発の進展

### 跡津発電所
位置 ： 北緯36度24分45.7秒 東経137度19分27.9秒 / 北緯36.412694度 東経137.324417度
神岡水電の設立に先立つ1920年（大正9年）4月21日、三井鉱山は神岡鉱業所内に「神岡水電建設事務所」を開設し、高原川支流の「跡津川第一水力」の開発に着手、同じく支流の「ソンボ谷川水力」と高原川本流の「高原川第四水力」の建設準備を始めた。1922年に設立された神岡水電の初期の営業内容は、三井鉱山の経営にかかる跡津川第一水力・高原川第四水力両電気事業に対する投資、とある。
上記3地点のうち跡津川第一水力は跡津発電所として1920年下期に着工され、1924年（大正13年）12月22日より運転を開始した。所在地は岐阜県吉城郡船津町大字跡津川（現・飛騨市神岡町跡津川）で、三井鉱山土発電所の上流側にあたる。発電所の概要は以下の通り。
- 河川名：高原川支流跡津川
- 発電所出力：最大6,850キロワット、常時3,600キロワット
- 使用水量：2.78立方メートル毎秒
- 有効落差：335.454メートル
- 水車：横軸ペルトン水車2台（英国Boving社製）
- 発電機：三相交流発電機・容量4,500キロボルトアンペア2台（芝浦製作所製）
- 周波数：60ヘルツ

跡津発電所の建設工事はすべて三井鉱山の名義で行われており、完成後に三井鉱山から神岡水電へと譲渡された。譲渡手続きは、1924年10月29日開催の神岡水電株主総会にて譲受け決議ののち、翌1925年（大正14年）7月7日付で逓信省から発電所譲受けの認可を得る、という順で執行されている。三井鉱山が発電所を建設し、それを神岡水電が譲り受けて運転するというこの特殊な事業構造は、その後の発電所にも適用された。

### 中山発電所
位置 ： 北緯36度27分19.4秒 東経137度15分9.7秒 / 北緯36.455389度 東経137.252694度
跡津発電所に続いて1925年11月、高原川支流のソンボ谷川水力、すなわち中山発電所の建設が三井鉱山により着手された。中山発電所は1926年（大正15年）7月5日付で完成。後述の猪谷発電所に建設工事用の電力を供給するための発電所であり、猪谷発電所予定地までの1.6キロメートルに送電線を架設して同年10月19日より送電を開始した。所在地は吉城郡船津町大字中山（現・飛騨市神岡町中山）で、発電所の概要は以下の通り。
- 河川名：高原川支流ソンボ谷川
- 発電所出力：最大1,000キロワット、常時600キロワット
- 使用水量：0.56立方メートル毎秒
- 有効落差：239.394メートル
- 水車：横軸ペルトン水車1台（電業社製）
- 発電機：三相交流発電機・容量1,250キロボルトアンペア（芝浦製作所製）
- 周波数：60ヘルツ

中山発電所は後述の猪谷発電所とともに1931年（昭和6年）1月8日付認可で三井鉱山から神岡水電へ譲渡された。また猪谷発電所完成を機に中山発電所には自動運転装置が新設され、猪谷発電所を親発電所とする無人運転発電所に変わった。

### 猪谷発電所
位置 ： 北緯36度27分59.3秒 東経137度14分51.7秒 / 北緯36.466472度 東経137.247694度

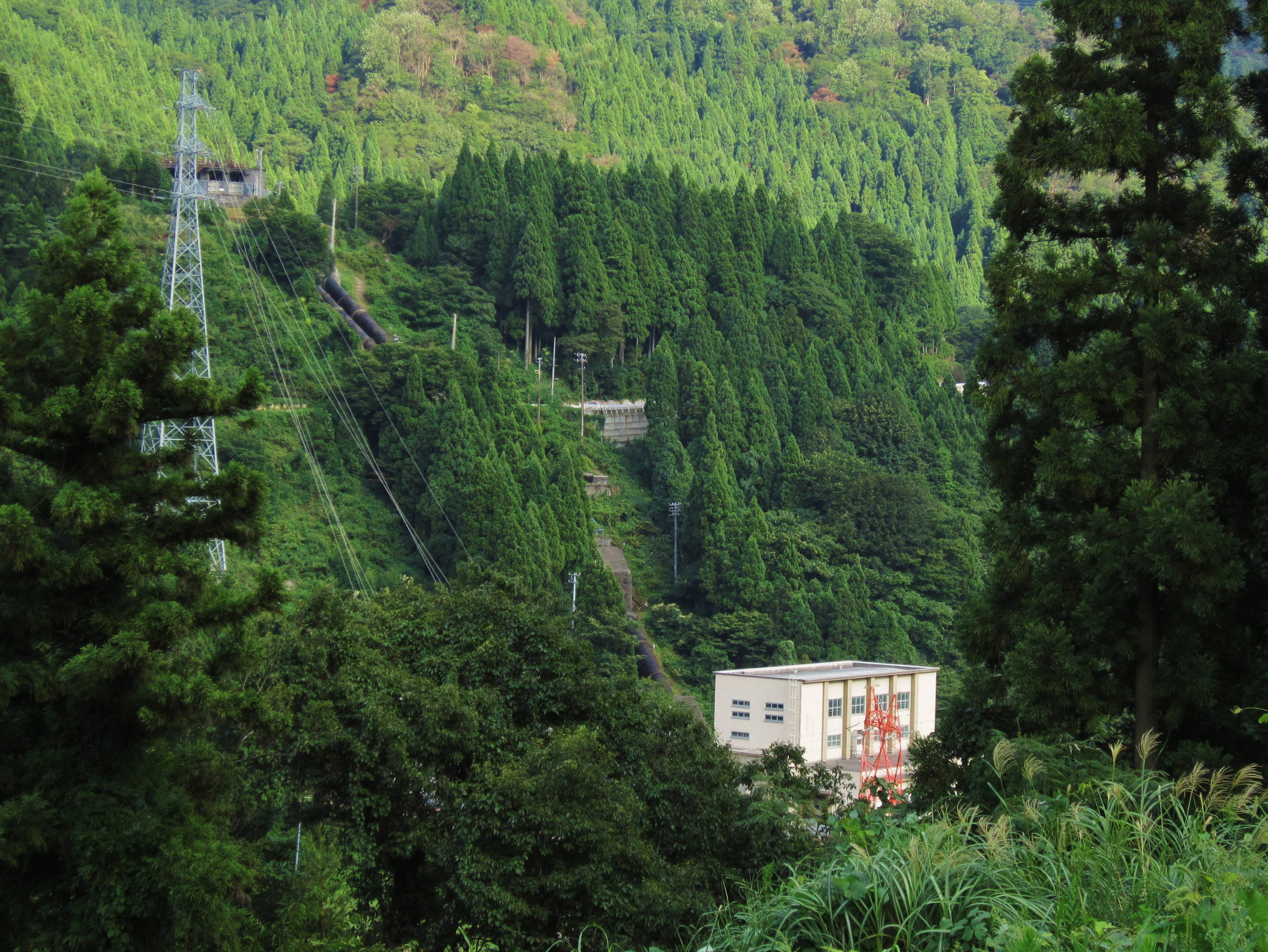
猪谷発電所（2010年）。神通川第一ダム建設に伴う移転後の建屋。

三井鉱山が1919年7月に水利権を得た「高原川第四水力」では、同社の手により猪谷発電所が1923年（大正12年）10月に着工された。吉城郡船津町大字土（現・飛騨市神岡町土）にて高原川本流にダムを構築し、県境を越えた富山県上新川郡下タ村大字猪谷（現・富山市東猪谷）まで導水して同地に発電所を設ける設計である。1929年（昭和4年）6月に完成し、7月1日より発電を開始した。前述の通り、完成後の1931年1月に中山発電所とともに三井鉱山から神岡水電へと譲渡されている。
発電所の概要は以下の通り。
- 河川名：高原川
- 発電所出力：最大2万2300キロワット、常時1万1150キロワット
- 使用水量：30.61立方メートル毎秒
- 有効落差：93.939メートル
- ダム：長さ30.3メートル、高さ16.970メートル
- 水車：縦軸フランシス水車2台（電業社製）
- 発電機：三相交流発電機・容量1万3500キロボルトアンペア2台
- 周波数：50ヘルツまたは60ヘルツ
  - 50ヘルツの商用電源周波数が使用される関東方面、60ヘルツが使用される関西方面の双方へと送電できるように周波数の変更設備を設けた。
- 変圧器：4台（芝浦製作所製）

猪谷発電所の建設により神岡水電は3か所・出力計3万150キロワットの発電所を持つに至る。以後、年間の発電量は約2億3100万キロワット時に及んだ。経営面では、猪谷発電所完成直後の1929年7月24日に500万円の増資を決議し、資本金を倍額の1000万円としている。
1930年代に入ると、三井鉱山では神岡鉱山の需要増に応ずるため跡津川にある土第一発電所の出力を増強するとともに、1935年（昭和10年）には出力1100キロワットの土第二発電所を建設した。ただしこれらの発電所が神岡水電に譲渡されることはなかった。その神岡水電は高原川上流や支流双六川などでの水利調査を続け、1934年（昭和9年）には蔵柱川の水利権を出願する。その後開発計画を再検討し、かねてより申請していた高原川の水利権（高原川第二・第三水力）と蔵柱川の水利権を統合、発電所を1か所に絞って開発する計画を立案して1937年（昭和12年）9月に工事実施認可を申請、猪谷発電所に続く電源開発実行の準備に入った。

### 電力供給の推移
1924年に完成した跡津発電所の発生出力は、三井鉱山神岡鉱業所への供給分を除いて発電所渡しにて大同電力へと売電された。大同電力では受電用に笹津変電所（富山県上新川郡大沢野村笹津＝現・富山市笹津）との間約28キロメートルに送電電圧77キロボルトの送電線を整備する。ただしこの時点ではその先関西方面への送電線は未完成のため、この電力は大同電力からさらに同社傍系の立山水力電気へと供給され、立山水力電気を通じて最終的に日本電力が購入した。
立山水力電気を通じた日本電力への売電は2年後の1926年12月末限りで停止されたが、大同電力が傍系会社昭和電力を設立し富山県と大阪府を北陸経由で結ぶ送電線の建設に着手する運びとなったことから、送電線完成までの暫定措置として神岡水電跡津川発電所の発生電力のうち6600キロワットを日本電力経由で大阪まで送電することとなった。昭和電力が建設を進める、富山県の笹津変電所から大阪市郊外の八尾変電所へと至る長距離高圧送電線「北陸送電幹線」は1929年6月に完成し、神岡水電猪谷発電所の運転開始と同日の7月1日付で仮使用認可が下りた。この猪谷発電所の発生電力も、三井鉱山では消化できないことから中山発電所の発生電力とあわせてすべて猪谷発電所渡しにて大同電力に売電されており、北陸送電幹線の完成と相まって、神岡水電発電所の発生電力を昭和電力が北陸送電幹線にて送電し大阪で大同電力へと供給する、という供給体制が完成をみた。
このように大同電力や三井鉱山への電力供給を展開した神岡水電であるが、電力供給を目的とするものの正規の電気事業者ではなく「自家用電気工作物施設者」の扱いを長く受けていた（三井鉱山と同様）。しかし1932年（昭和7年）の改正電気事業法施行ののちは神岡水電も正規の電気事業者（特定供給事業者）へと扱いが変化している。
逓信省や名古屋逓信局の資料によると、神岡水電は1937年12月末時点の時点において、猪谷発電所渡しで2万3270キロワット（中山両発電所分を含む）、跡津発電所で4220キロワットの電力を昭和電力に供給するとともに、三井鉱山神岡鉱業所に対して970キロワットの電力を供給していた。また供給区域を持たない電気事業者ではあるが、吉城郡船津町中山・谷にある電灯用の共同自家用電気工作物と同町横山にある「横山電気利用組合」の2つに対して所要電力を供給した。

## 軌道事業と流材問題

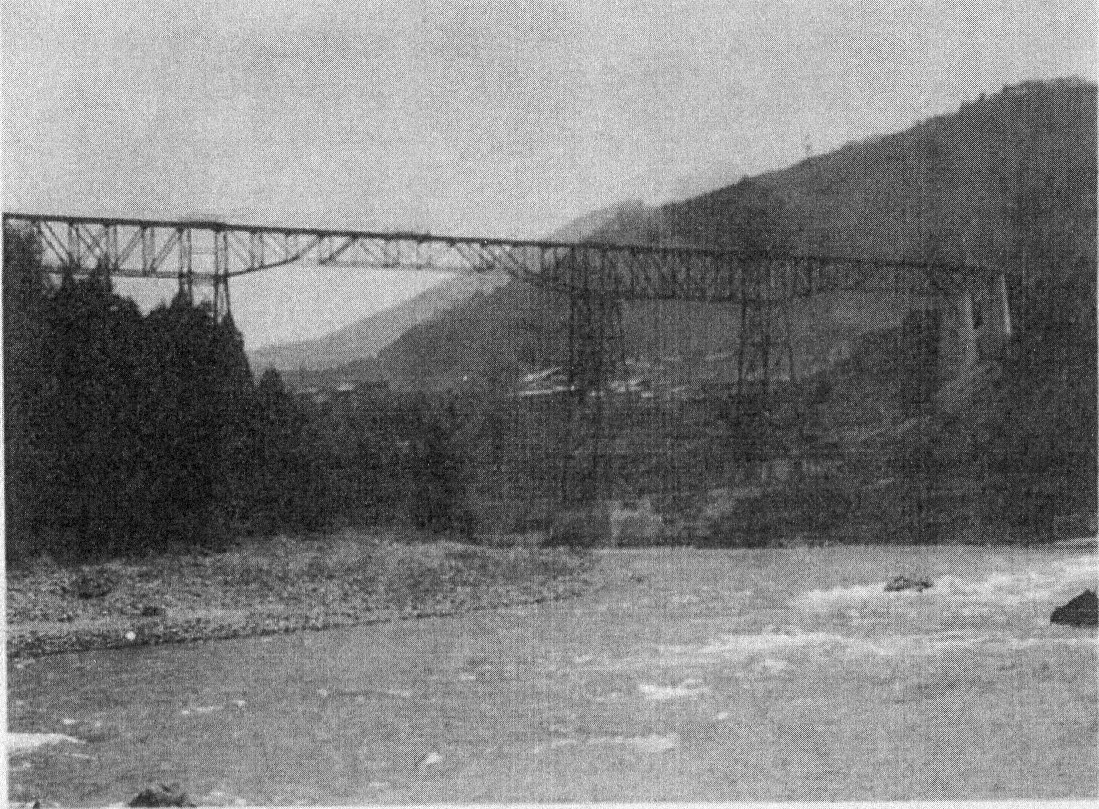
神通川を渡る神岡軌道

神岡水電は1932年（昭和7年）1月30日付で富山県婦負郡細入村猪谷（現・富山市猪谷）と岐阜県吉城郡船津町東町（現・飛騨市神岡町東町）を結ぶ三井鉱山の軌道（24.47キロメートル）を譲り受ける許可を得て、同年3月8日付で譲り受けを完了した。「神岡軌道」と呼ばれた同線は、明治末期から大正にかけて敷設された神岡鉱山の馬車軌道が前身で、1923年（大正12年）に軌道法に準拠する軌道となった後、1927年（昭和2年）から三井鉱山が運営していた。神岡水電がこの軌道を運営したのは、ダム建設により不可能になる河川を用いた木材流送（流材）を代替するためである。
三井鉱山が高原川第四水力（猪谷発電所）の水利権を得た当初、会社は流材への配慮を義務付けられていた。水利権の許可条件にダムへの流木路設置ならびに使用水量1100立方尺（30.61立方メートル）のうち400立方尺（11.13立方メートル）の放流が盛り込まれていたのである。しかしこれでは発電事業として採算がとれないので、岐阜県・富山県当局や高原川上流地域の国有林を管轄する大阪営林局と交渉し、官材をすべて神岡軌道にて陸送し流材を代替する、大阪営林局と陸送に関する協定を締結する、という条件で流木路設置・使用水量制限の許可条件解除の許可を得た。そして実際に大阪営林局との協定の交渉を進める都合上、神岡軌道を自社の所有とする必要があったため、神岡水電は前述の通り1932年にこれを譲り受けた。譲り受け価格は57万5000円であった。
大阪営林局との協定は交渉の末、1935年（昭和10年）11月に締結された。協定により神岡水電は、神岡軌道の輸送力増強、軌道の延伸ならびに船津営林署森林軌道との接続、貯木場の新設を義務付けられ、さらに官材を流送相当額の運賃にて神岡軌道で輸送することとなった。翌1936年（昭和11年）7月7日付で船津町から吉城郡阿曽布村まで8.15キロメートルの軌道延伸特許を取得し、1937年（昭和12年）6月22日に当該区間、鹿間 - 浅井田間を開通させた。この延伸により軌道延長は32.62キロメートルとなっている。
また神岡軌道は官材輸送のほか、飛州木材との流木争議にも関係した。同社は1926年（大正15年）以来、同じく北陸を流れる庄川において慣行流木権を侵害するとしてダム建設を進める庄川水力電気（日本電力系列）ならびに昭和電力に対して訴訟を起こしていたが（庄川流木争議）、高原川でも猪谷発電所のダム建設により木材流送が不可能になったとして損害賠償を求め訴訟を起こした。飛州木材は流木権を主張して実際に高原川上流から多数の木材を流送して争ったので、神岡水電はダムに仮流木路を設けて流木を下流へ流下させ、さらには神岡軌道を用いて流木を運搬することで対抗した。この飛州木材との争議は高原川に関する限り、神岡軌道を三井鉱山から譲り受けて木材流送の代替輸送機関を確保した神岡水電に有利に展開。最終的に内務省の仲介で庄川での争議も含めて和解が成立し、1933年（昭和8年）に飛州木材と庄川水力電気・昭和電力に神岡水電を加えた4社が共同声明を宣言してすべての紛争が終結している。

## 会社解散までの経緯

### 東町発電所の建設と電力国家管理
神岡水電では1922年の設立以来三井鉱山の牧田環が代表取締役会長を務めてきたが、1936年（昭和11年）6月に三井鉱山会長を辞任したのに続き、同年10月神岡水電会長からも退いた。後任には取締役兼神岡水電建設事務所所長の大野徳風が会長兼常務という形で昇格するが、在任1年半で1938年（昭和13年）2月に死去する。同年3月、代表取締役が2名に増員され、増田次郎（当時大同電力社長）と竜岡歳足（1924年入社・技師長から昇格）が就任、それぞれ会長・常務となった。
増田・竜岡体制発足直後の1938年4月、昭和に入って以来の懸案であった電力国家管理問題が決着、電力の国家管理をうたう「電力管理法」が公布されるに至った。これによって全国の電気事業者から火力発電所と主要送電線を現物出資させて翌1939年（昭和14年）4月に国策電力会社日本発送電株式会社を設立することが決定した。この段階における日本発送電への出資対象設備は出力1万キロワット超の火力発電、最大電圧100キロボルト以上の送電線およびその他重要送電・変電設備に限られており、神岡水電は出資対象事業者から外れていた。しかしながら、着工されていない出力5000キロワット超の新規水力発電所はすべて日本発送電が建設するものと定められたことで、神岡水電の事業にも影響が発生した。
この時期の神岡水電では、1937年9月に工事実施認可を申請した高原川での水力発電所建設に関し、当局から工期や資材の関係から発電所を上下2分割し建設するよう内示されたため、その上流側地点を「東町発電所」と命名し発電所の建設準備に入っていた。東町発電所は出力3万1300キロワットであるため、その権利は日本発送電の設立とともに同社へと移行する。そして日本発送電は1939年10月26日付で政府から東町発電所の建設命令を受けたが、建設要員の準備まで終えていた神岡水電が同社に代って出願手続きや施工監督の一切を請け負うという特殊な形態で開発を進めると決定され、翌1940年（昭和15年）3月、神岡水電は東町発電所を着工した。一方で東町発電所の放水で発電する下流側地点は「牧発電所」（出力2万6700キロワット）として開発される運びとなったが、こちらは日本発送電が直接着工している。
電力国家管理の影響は他にもあり、神岡水電の発電所に接続する昭和電力の送電線と、その先大阪までを繋ぐ同社の北陸送電幹線が日本発送電への出資対象とされた。親会社の大同電力も日本発送電への設備出資を命ぜられたが、全固定資産の4割に及んでおり、最終的に大同電力は存続を断念してすべての事業と資産・負債一切を日本発送電へと継承させ1939年4月2日付で解散した。大同電力の解散により同社が保有する神岡水電の株式は日本発送電に継承され、電力の供給先も日本発送電へと切り替わった。また増田次郎が大同電力社長から日本発送電の初代総裁に転じており、神岡水電の代表取締役は3月末に退いている。増田の辞任で一旦会長不在（竜岡は常務のまま）となった。

### 設備出資・譲渡と解散

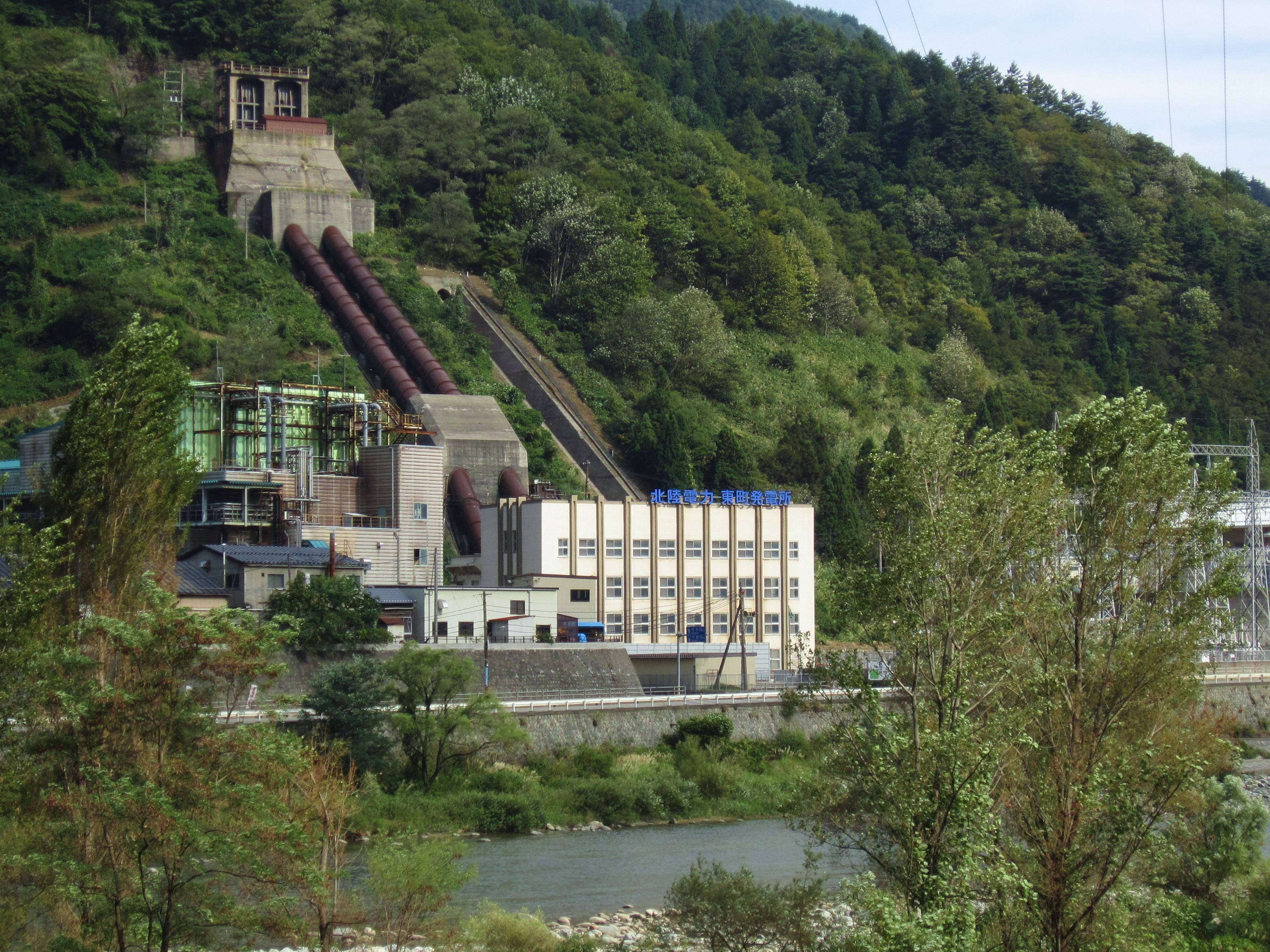
東町発電所（2010年撮影）

1940年（昭和15年）に入ると、日中戦争長期化と前年発生した全国的な電力不足を踏まえ、日本発送電の体制強化と配電事業の国策会社への再編を目指す動きが事業者側の抵抗を排して急速に進展していく（第二次電力国家管理）。そして日本発送電の体制強化のための電力管理法施行令改正が翌1941年（昭和16年）4月に実現、配電統合のための配電統制令も同年8月末公布に至った。
電力管理法施行令の改正により、日本発送電への出資対象には既設水力発電所や送電電圧40キロボルト以上の一部送電線などが追加された。これに伴う設備出資は1941年10月1日付と翌1942年（昭和17年）4月1日付の2度に分割して実施され、前者の第一次出資では27事業者、後者の第二次出資では26事業者が設備を日本発送電へと現物出資した。そのうち第一次出資の対象事業者には神岡水電も含まれる。神岡水電が出資を命ぜられた設備は、1941年5月27日公告によると猪谷・中山両発電所および両発電所間を結ぶ送電線（中山線、使用電圧6.6キロボルト）である。この出資に際し、当初は猪谷・中山両発電所のみならず神岡水電の全事業を日本発送電へと移管するよう要請があったが、跡津発電所の建設当時の事情および神岡軌道を三井鉱山から譲り受けた経緯を説明してこの両者を神岡水電の手に残す了解を得、全事業の移管を免れた。出資設備の評価額が717万5699円50銭とされ、神岡水電には日本発送電の額面50円払込済み株式14万3513株（払込総額717万5650円）と現金49円50銭が交付された。
設備出資から半年後の1942年4月23日、神岡水電が工事を進める東町発電所の1号機が竣工、次いで同年9月4日2号機も竣工した。完成とともに神岡水電は日本発送電へ東町発電所を引き継いでいる。日本発送電が直接工事を進める牧発電所についても同年6月26日に1号機、12月22日に2号機がそれぞれ完成をみた。
東町発電所の完成により、神岡水電に残された事業は跡津発電所の運転と神岡軌道の運営のみとなった。事業の柱であった猪谷・中山両発電所を手放し、長年調査を進めていた高原川本流や支流の双六川・蒲田川における約8万7000キロワットに及ぶ電源開発計画も電力管理法により断念せざるを得なくなったことで、神岡水電は会社の存在意義を喪失した。このため会社に残った跡津発電所と神岡軌道を親会社の三井鉱山に譲渡し、全職員・従業員をも同社に引き継いで解散することを決定、1942年9月末をもって存立期間を満了して10月1日付で解散した。解散直前時点での経営陣は会長林新作（三井鉱山常務）・常務関口秀一である。解散後の清算事務は太平洋戦争終戦を挟んで1947年（昭和22年）まで続けられた。
日本発送電に移管された神岡水電関連の発電所4か所は、戦後1951年（昭和26年）5月の電気事業再編成によっていずれも北陸電力へと引き継がれた。一方で三井鉱山へと戻った跡津発電所は、戦後双六川に建設された金木戸発電所とともに引き続き神岡鉱業所の事業を支えることになる。

## 年表
- 1920年（大正9年）
  - 4月21日 - 三井鉱山株式会社が神岡鉱業所内に「神岡水電建設事務所」を開設[17]。
- 1922年（大正11年）
  - 8月1日 - 三井鉱山・大同電力の共同出資により神岡水電株式会社設立[16]。資本金500万円、本店所在地東京市日本橋区[2]。初代代表取締役牧田環（会長）[17]。
- 1924年（大正13年）
  - 12月22日 - 三井鉱山跡津発電所運転開始[17]。
- 1925年（大正14年）
  - 7月7日 - 三井鉱山から跡津発電所を譲り受ける[23]。
- 1926年（大正15年）
  - 10月19日 - 三井鉱山中山発電所完成[25]。
- 1929年（昭和4年）
  - 7月1日 - 三井鉱山猪谷発電所運転開始[27]。
  - 7月24日 - 500万円の増資を決議[29]。
- 1931年（昭和6年）
  - 1月8日 - 三井鉱山から中山・猪谷両発電所を譲り受ける[26]。
- 1932年（昭和7年）
  - 3月8日 - 三井鉱山から神岡軌道を譲り受ける[45]。
- 1936年（昭和11年）
  - 10月31日 - 大野徳風が代表取締役就任（2代目会長）[28]。
- 1937年（昭和12年）
  - 6月22日 - 神岡軌道の延伸線が開通[50]。
- 1938年（昭和13年）
  - 3月26日 - 増田次郎（会長）・竜岡歳足（常務）が代表取締役就任[55]。
- 1939年（昭和14年）
  - 3月27日 - 代表取締役増田次郎辞任[61]。
- 1941年（昭和6年）
  - 5月27日 - 猪谷・中山両発電所と送電線1路線を日本発送電へと出資する旨の出資命令を受命[65]。
  - 10月1日 - 日本発送電に対する設備の現物出資を実施[64]。
- 1942年（昭和17年）
  - 4月23日 - 建設を委託されていた日本発送電東町発電所が竣工（9月に2号機も竣工）[30]。
  - 10月1日[3] - 跡津発電所・神岡軌道を三井鉱山に譲渡した上で神岡水電解散[60]。